# Муцци, Доменико
Доменико Муцци (итал. Domenico Muzzi, 8 января 1742[…], Парма — 16 апреля 1812, Парма) — итальянский художник.

## Биография
Родился в 1742 году в Парме, в то время — столице независимого Пармского герцогства. Учился в Пармской академии художеств у Джузеппе Перони. Всю жизнь прожил в Парме. Был профессором живописи в Пармской академии художеств и придворным художником суверенных герцогов Пармы. 
Создал многочисленные росписи и картины для пармских церквей, расписывал интерьеры местных дворцов (палаццо Сан-Витале, палаццо Марки и других), писал портреты, религиозные, мифологические, аллегорические и жанровые сцены, создавал эскизы для медалей.
Являлся одним из наиболее востребованных художников герцогства на протяжении последней четверти восемнадцатого века.
Скончался в 1812 году в Парме.

## Галерея

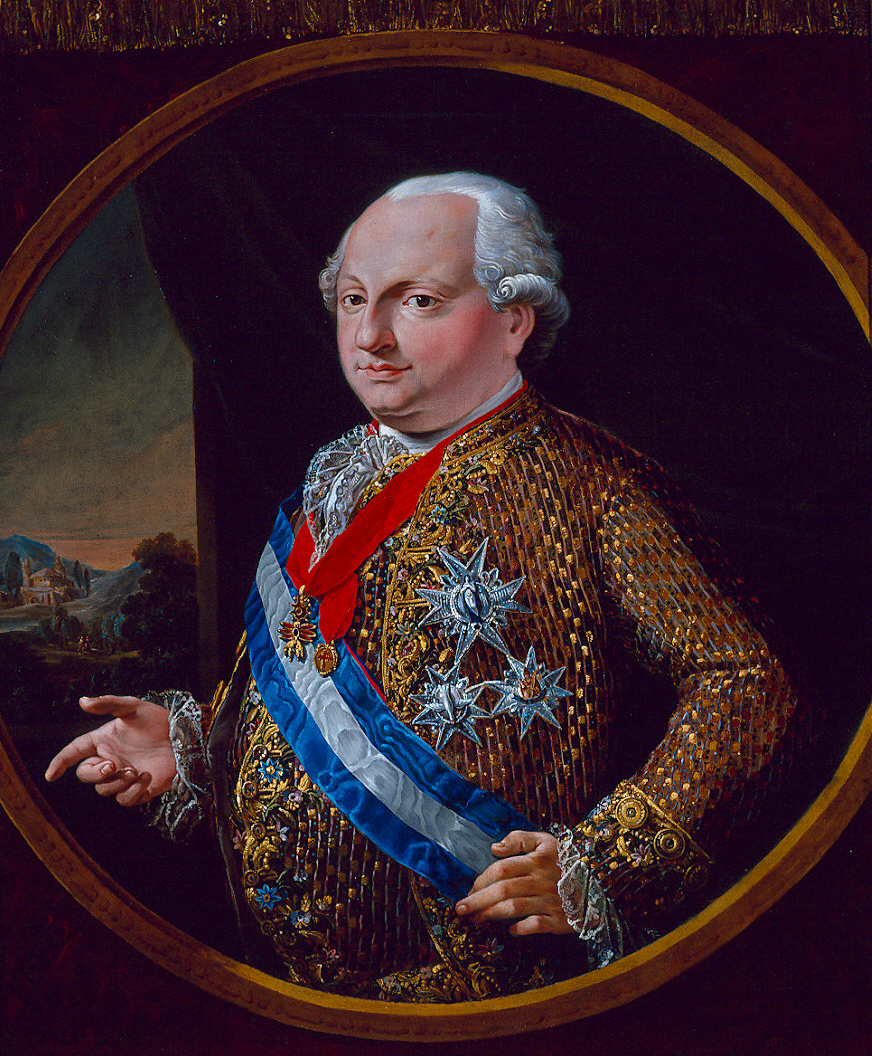
Портрет Фердинанда I, суверенного герцога Пармского
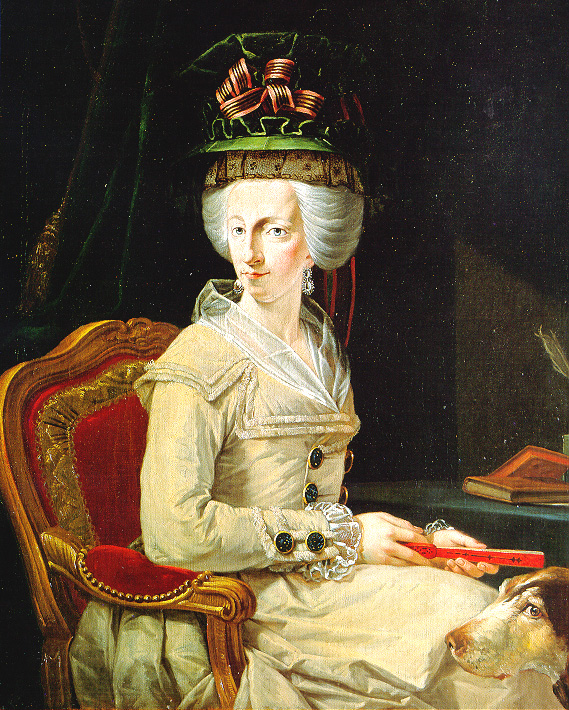
Марии-Амалии Австрийской, супруги Фердинанда, герцогини Пармской
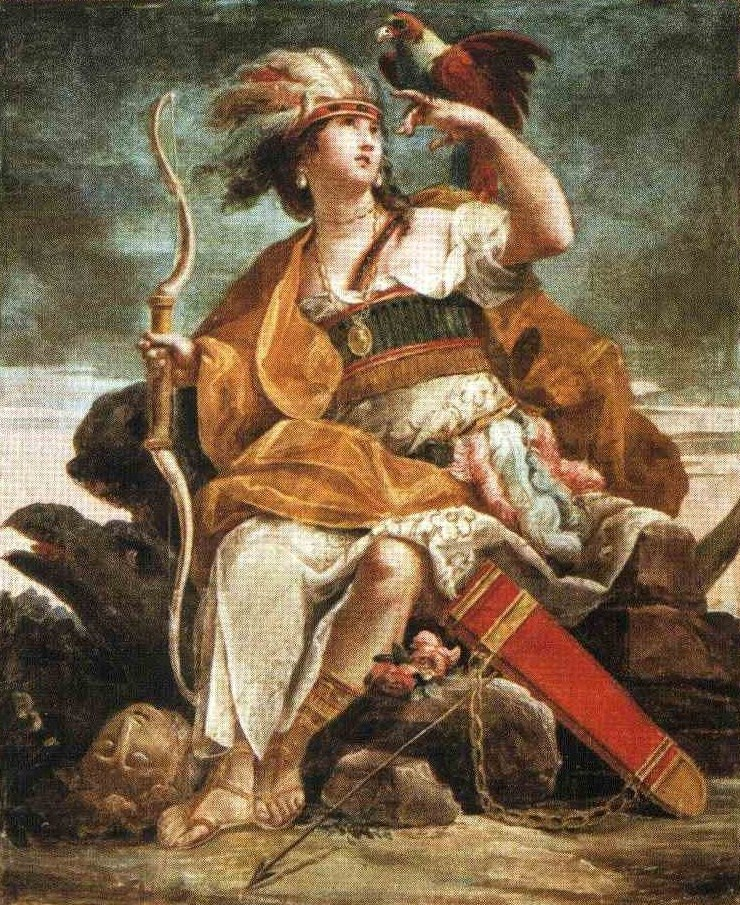
Аллегория Америки
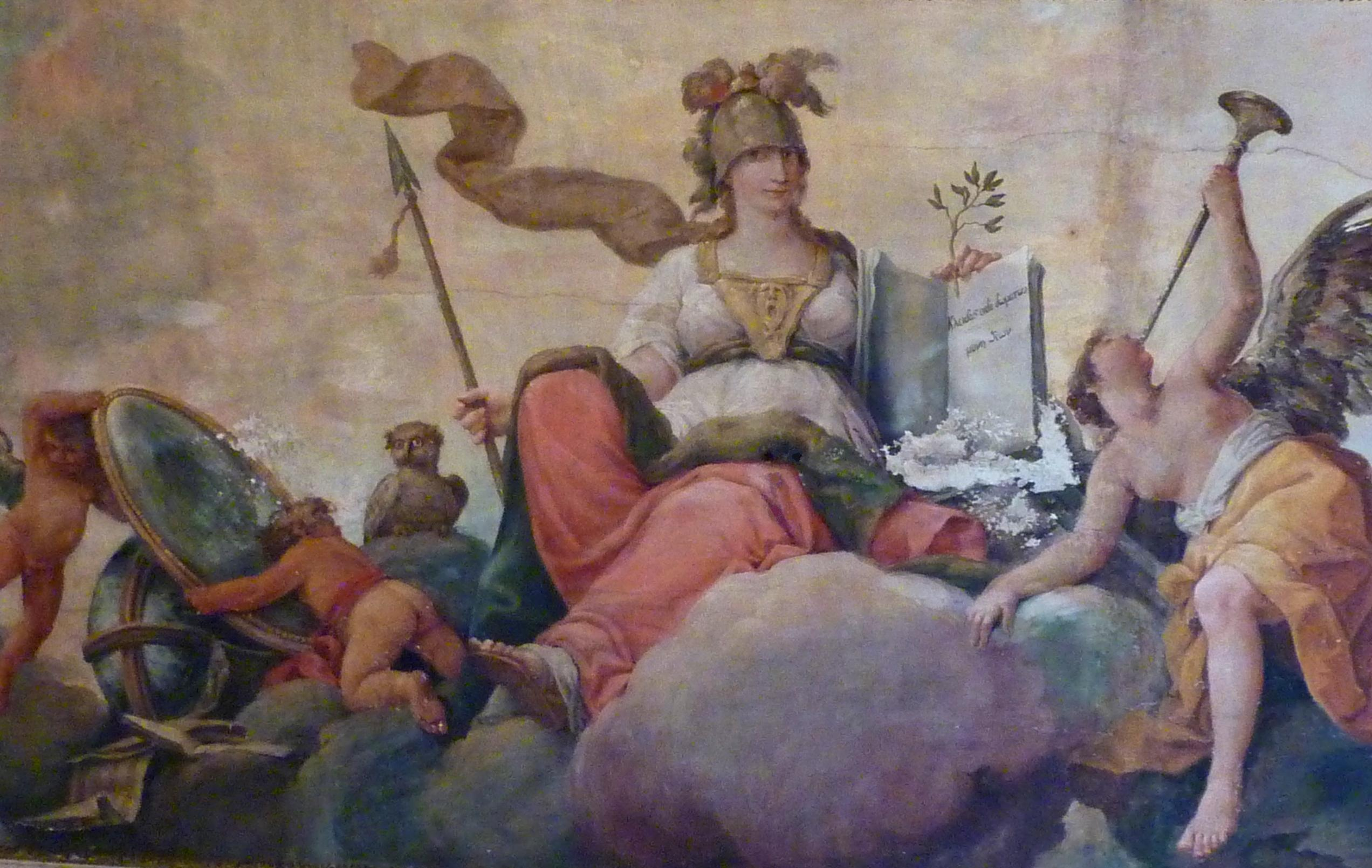
Аллегория Юстиции (фрагмент росписи)
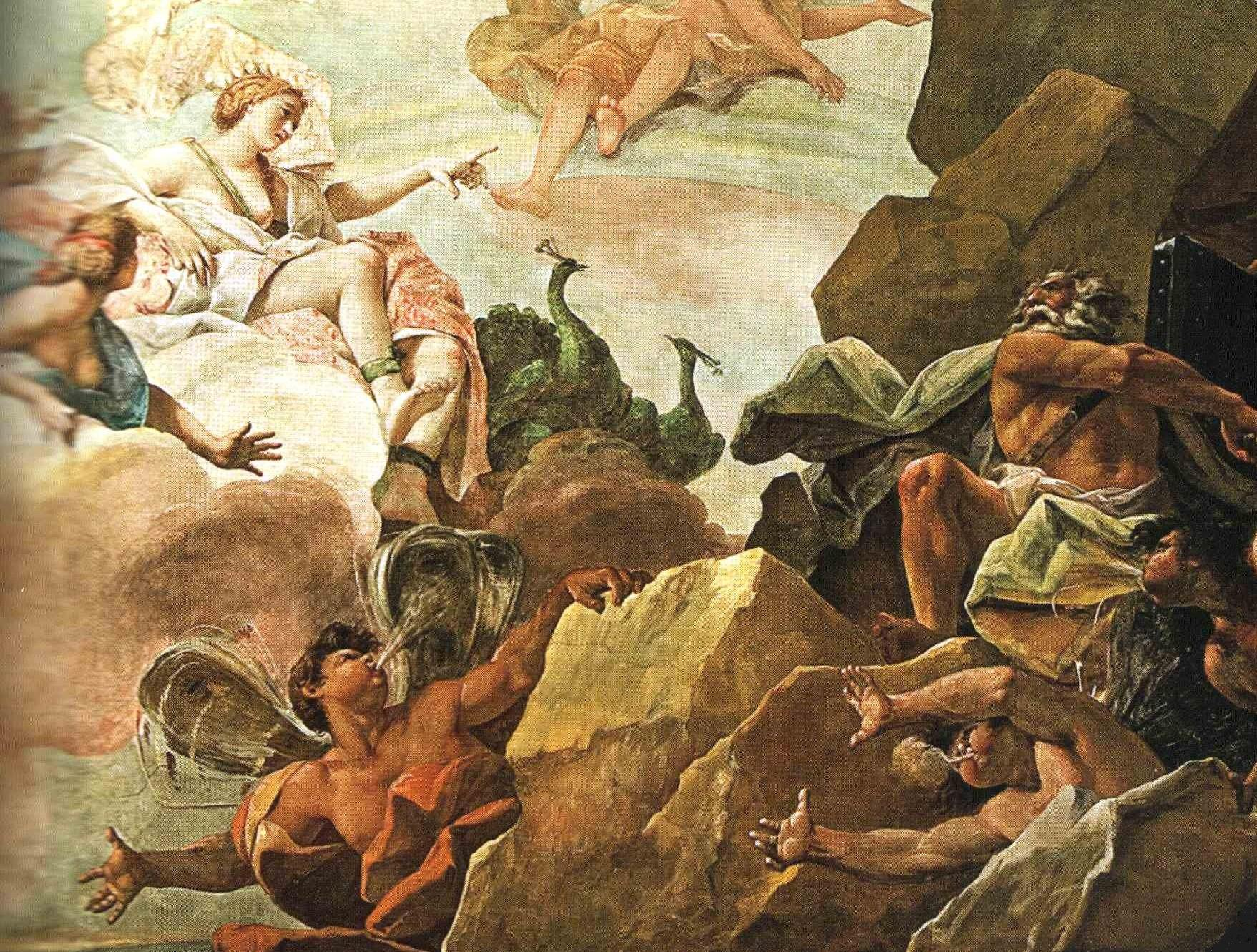
Юнона и Эол (фрагмент росписи)
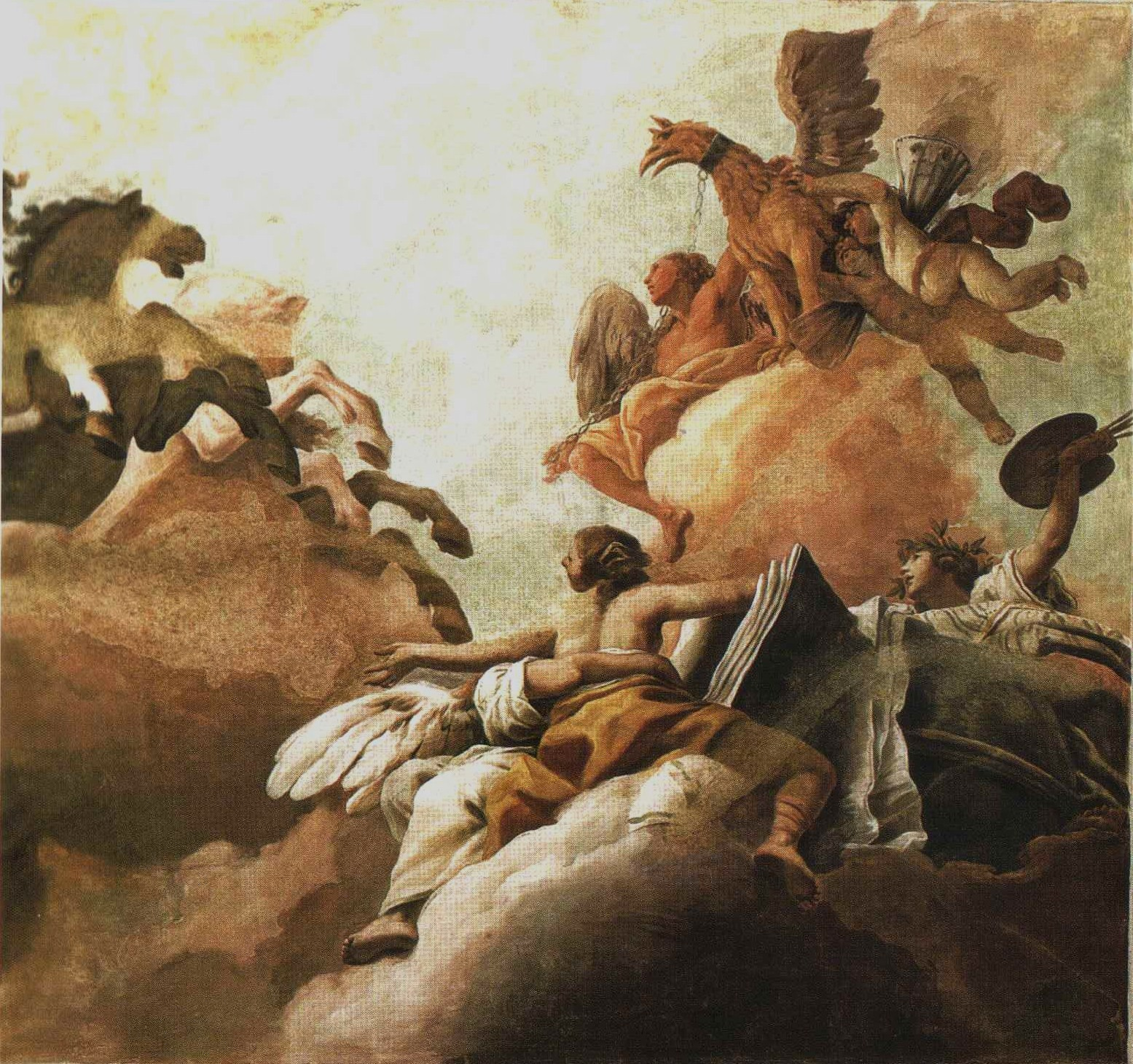
Кони Гелиоса. Фрагмент росписи в пармском дворце Сан-Витале